# Papa Innocenzo IV
Innocenzo IV, nato Sinibaldo Fieschi dei conti di Lavagna (Lavagna, 1195 circa – Napoli, 7 dicembre 1254), è stato il 180º papa della Chiesa cattolica dal 1243 alla sua morte.

## Biografia
Sinibaldo apparteneva alla nobile famiglia genovese dei Fieschi. Era figlio di Ugo, conte di Lavagna, e della nobile Beatrice Grillo (di Amico). Alcune tradizioni locali identificano il luogo di nascita con Manarola.

### Vescovo e Legato per l'Italia del Nord
Studiò a Parma e a Bologna entrando a far parte del Capitolo della Cattedrale di Parma e divenendo uno dei migliori canonisti della sua epoca.
Nel 1226 è menzionato come uditore della Cancelleria Apostolica. Fu creato cardinale presbitero da papa Gregorio IX il 23 settembre 1227 con il titolo di san Lorenzo in Lucina. Il 28 luglio fu nominato vice-cancelliere della Curia romana. Nel 1235 divenne vescovo di Albenga e legato per l'Italia del Nord.

### L'elezione al Soglio
Sinibaldo fu tra gli otto cardinali che parteciparono all'elezione papale del 1241. Si formarono due maggioranze: "gregoriani" e filo-imperiali. Nessuna delle due riuscì a prevalere. Ma il regime di reclusione imposto dal Senatore di Roma, Matteo Rosso Orsini, che aveva fatto prigioniero il cardinale Giovanni Colonna, suo principale avversario per tutta la durata dell'interregno, fu così duro che i cardinali, dopo la morte in conclave dell'inglese Robert Somercotes, si decisero a scegliere un candidato di compromesso. Elessero un uomo molto anziano e già malato, Goffredo Castiglioni (Celestino IV), che morì dopo diciassette giorni dall'elezione.
Si era in pieno contrasto tra Sacro Romano Impero e Santa Sede, con le rispettive fazioni dei ghibellini (rappresentati a Roma dai Colonna) e dei guelfi (capeggiati dagli Orsini). Dovettero passare due anni prima di una nuova elezione a causa delle precarie condizioni di sicurezza in cui viveva la città di Roma, sempre minacciata da un possibile assedio dell'imperatore Federico II, e per i numerosi tentativi che gli otto cardinali fecero per ottenere la liberazione dei due cardinali fatti prigionieri dall'Imperatore.
Gli otto cardinali si riunirono nel febbraio 1242 ad Anagni, ai confini dello Stato Pontificio, e dopo molte trattative riuscirono ad ottenere la liberazione dei due prigionieri, con l'accordo del loro ritorno in prigionia al termine dell'elezione. Il Sacro Collegio poté quindi riunirsi nel giugno del 1243. Sinibaldo Fieschi fu eletto all'unanimità il 25 giugno, grazie anche all'avallo di Federico II, forse fiducioso che il nuovo papa fosse più arrendevole alle sue mire espansionistiche. Fu consacrato sempre ad Anagni il 28 giugno con il nome di Innocenzo IV, in chiaro riferimento all'esempio di Innocenzo III. Federico, di stanza a Melfi, gli inviò una lettera di felicitazioni, elogiando il nome del suo casato. Il nuovo papa entrò a Roma il 20 ottobre 1243.

### Il pontificato

#### Relazioni con l'imperatore Federico II
Lo scontro tra papa e imperatore continuò, non avendo Innocenzo IV alcun timor reverenziale per il sovrano tedesco ed essendo intenzionato a recuperare i territori che Federico aveva conquistato in precedenza. Si aprirono subito i negoziati: il Papa inviò una delegazione guidata dal cardinale Oddone di Monferrato con la richiesta di rilasciare tutti i prelati imprigionati, ricordando la scomunica ancora vigente (era stata comminata da Gregorio IX nel 1239) e invitando Federico a rientrare nella Chiesa. L'imperatore poneva condizioni e si rifiutava di trattare le questioni relative ai comuni lombardi. Accadde poi durante queste trattative un episodio che esacerbò ulteriormente gli animi: il cardinale Raniero Capocci, contro la volontà del pontefice, fomentò una rivolta contro Federico nella città di Viterbo, che all'epoca era vicina all'imperatore. Federico pose sotto assedio la città, ma non riuscì a conquistarla, anzi, i soldati viterbesi guidati dal Capocci, in un furioso contrattacco, sconfissero e misero in fuga l'esercito imperiale. Si addivenne quindi alla pace stipulata in Laterano il 31 marzo 1244: l'imperatore si impegnava a restituire i prigionieri e alcuni dei territori dello Stato Pontificio, ma nulla veniva stabilito sui diritti imperiali nei confronti dei comuni lombardi. Quando i delegati imperiali, giunti dal Papa, chiesero a quali penitenze dovesse sottostare Federico per vedersi annullata la scomunica, il Papa richiese l'immediata restituzione di tutti i territori da lui usurpati allo Stato della Chiesa.
Federico ovviamente non accettò: si dichiarò disposto a cedere solo una parte di tali territori, e solo dopo la revoca della scomunica. Essendo di stanza a Terni, invitò il Papa nella vicina Narni per colloqui diretti. Probabilmente dietro all'invito c'era una trappola tesa al pontefice: infatti, durante il viaggio verso Narni, gli giunsero informazioni in proposito che lo indussero a cambiare improvvisamente direzione. Dapprima ripiegò a Civita Castellana poi ripartì, travestito da soldato, per il porto di Civitavecchia, da dove salpò su navi inviate dalla Repubblica di Genova. 

Colpito da malore durante il viaggio, Innocenzo fu costretto a tre mesi di riposo a Genova nel convento di sant'Andrea. Rimessosi in forze, il pontefice si trasferì in Francia, a Lione. Qui convocò un Concilio generale che si riunì nel 1245 con l'intenzione di scomunicare Federico, sciogliere i suoi sudditi dal giuramento di fedeltà e recuperare tutti i possedimenti della Santa Sede sottratti dall'imperatore.

#### Il Concilio di Lione

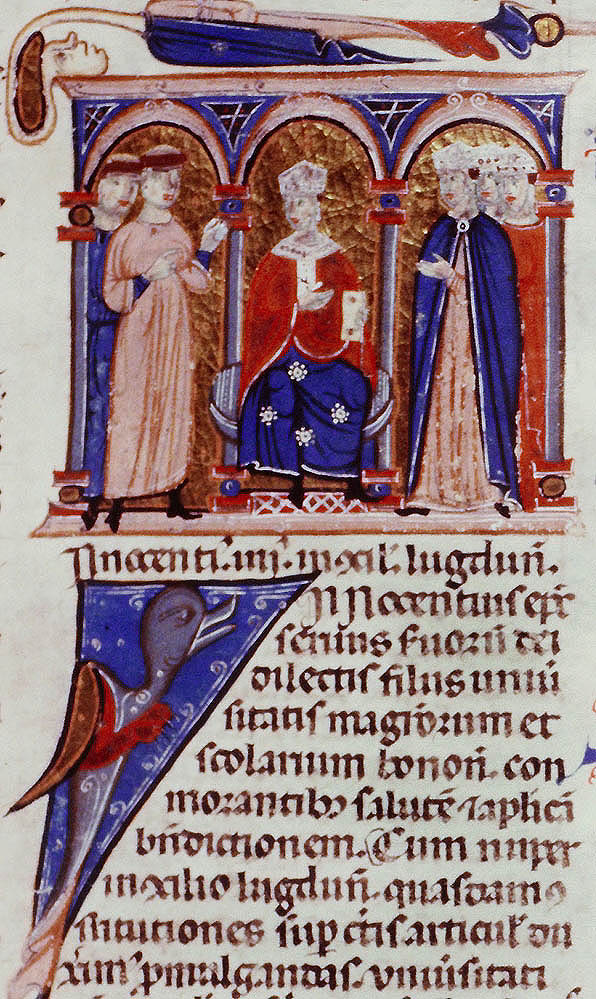
Innocenzo IV al Concilio di Lione attorniato da vescovi, miniatura del XIII secolo.

Al Concilio di Lione, che iniziò il 28 giugno 1245, l'Imperatore fu rappresentato da Taddeo da Sessa. Egli offrì la restituzione di altri territori pur di evitare la scomunica, ma Innocenzo IV non accettò e nella seconda sessione del 5 luglio 1245, portò nuove accuse all'Imperatore, aiutato in ciò da due libelli - fatti circolare a Lione dal cardinale Raniero Capocci, acerrimo nemico di Federico II - nei quali il sovrano svevo veniva descritto come un "eretico" e un "anticristo"; nella terza e ultima giornata del Concilio, il 17 luglio, confermò la precedente scomunica e lo depose dal trono imperiale. La notizia destò notevole impressione in tutta Europa. Essa comportava automaticamente la destituzione del sovrano; subito i principi germanici si riunirono per eleggere un nuovo imperatore: scelsero Enrico Raspe, langravio di Turingia, che fu eletto il 22 maggio 1246. Molti principi comunque si erano astenuti e quelli rimasti fedeli a Federico non riconobbero Enrico come legittimo re. Subito Corrado, figlio dell'imperatore, tentò di abbattere il Raspe con la forza delle armi, ma fu invece sconfitto a Francoforte il 5 agosto. Pochi mesi dopo però, il 17 febbraio 1247, anche Enrico Raspe morì: alcuni mesi dopo i principi tedeschi elessero come imperatore Guglielmo II d'Olanda.
Federico II percorreva l'Italia settentrionale con il figlio Enzo e il feroce Ezzelino III da Romano, guerreggiando contro i Comuni che non accettavano la sua supremazia. Parma ad esempio fu passata a ferro e fuoco, ma si dimostrò indomabile e si rivoltò fino ad attaccare lo stesso accampamento dell'imperatore poco fuori dalla città, il 18 febbraio 1248; Federico a stento poté mettersi in salvo e riparare a Cremona, mentre trovava la morte Taddeo di Sessa. Il 26 maggio 1249, attaccando Bologna nella battaglia di Fossalta, il figlio Enzo fu fatto prigioniero dai bolognesi, che lo tennero segregato in un palazzo nobiliare fino alla morte.
Il 13 dicembre 1250 Federico II, all'età di cinquantasei anni, morì di febbre intestinale a Castel Fiorentino in Puglia.

#### Relazioni con Corrado IV e Manfredi: un nuovo regno in Europa
Innocenzo IV lasciò Lione dopo la Pasqua del 1251 e a novembre rientrò in Italia. Risiedette a Perugia per oltre un anno. Doveva ora affrontare gli eredi di Federico: Corrado IV, figlio legittimo, in Germania, e Manfredi, il figlio nato dalla relazione con la contessa Bianca Lancia, in Puglia. Nell'ottobre 1251, Corrado IV scese in Italia invitato a Verona da Ezzelino da Romano. Successivamente giunse in Sicilia, dove Manfredi gli consegnò simbolicamente la sovranità sul regno, trattenendo per sé il principato di Taranto. Il Papa non accettò che uno svevo potesse di nuovo avere la sovranità in Italia, e cominciò a contattare diversi possibili candidati: dapprima Riccardo di Cornovaglia, fratello di Enrico III di Inghilterra, poi Carlo I d'Angiò, fratello di Luigi IX di Francia. Con la mediazione del cardinale Ottobono Fieschi, suo nipote, la Santa Sede riuscì a stipulare un patto con Enrico III d'Inghilterra sulla persona del principe Edmondo, allora di soli nove anni.
Nel 1251, il Duca di Lituania Mindaugas e sua moglie Morta accettarono di convertirsi al cristianesimo, su invito dell'Ordine di Livonia che, a seguito della conversione, avrebbe aiutato Mindaugas a conquistare nuove terre in Europa orientale. Il battesimo dei due avvenne nello stesso anno e fu proprio Innocenzo IV a suggellare di buon grado la nascita di un nuovo regno, in quanto la Lituania restava ancora uno degli ultimi stati nel continente ad essere rimasta legata al paganesimo: due anni dopo, nel 1253, quando Mindaugas fu incoronato sovrano di Lituania. Tuttavia, il re lituano rinnegherà il cristianesimo nel 1260 o subito più tardi, qualche anno dopo la morte del Pontefice che aveva autorizzato l'insediamento di un nuovo monarca.
Nell'aprile 1254 Innocenzo scomunicò Corrado IV, accusato di aver commesso gravi soprusi contro la Chiesa; il pontefice conferì ufficialmente l'investitura del feudo della Sicilia al principe inglese il 14 maggio 1254, ma undici giorni dopo Corrado IV moriva a soli ventisei anni e, avendo egli affidato, secondo testamento, il figlio di due anni Corradino alla custodia della Chiesa, tutto tornò in discussione e l'accordo con il principe inglese fu sospeso. Innocenzo IV, a questo punto, doveva accordarsi con Manfredi. Per questo si recò ad Anagni, dove ricevette una delegazione inviata da Manfredi. Questi chiese che venisse accettata subito la sovranità del piccolo Corradino, ma il Papa ribatté che si sarebbe dovuto attendere che questi divenisse adulto e che nel frattempo, avendone lui la custodia, era lui ad avere la sovranità sulla Sicilia. Manfredi prese tempo e si sottomise inizialmente al Papa, venendo, tra l'altro, nominato vicario pontificio nel sud e principe di Taranto. I rapporti si incrinarono irrimediabilmente il 18 ottobre a causa dell'uccisione da parte dei seguaci di Manfredi del nobile fedele al Papa Borrello d'Anglona. Il figlio di Federico II decise di fuggire in Capitanata, nella colonia musulmana di Lucera, dove si preparò allo scontro armato.
Il Papa si recò quindi a Napoli dove fu accolto trionfalmente il 27 ottobre 1254. Cominciò a concedere le prime autonomie e ad impartire i primi atti amministrativi, quando fu informato del fatto che Manfredi stava organizzandosi militarmente. Il Papa gli inviò contro il suo esercito: a Foggia avvenne lo scontro, che però vide, il 2 dicembre, la vittoria di Manfredi. 

La notizia giunse ad Innocenzo IV a Napoli, nel palazzo che era stato di Pier della Vigna e qui, già ammalato, Innocenzo si spense cinque giorni dopo, il 7 dicembre. Fu sepolto presso la chiesa di Santa Restituta e successivamente traslato nel Duomo di Napoli dove gli fu eretto il monumento funebre nel 1318.

#### La settima crociata
Nel 1243 Innocenzo IV promosse una crociata contro i Turchi che avevano riconquistato Gerusalemme. L'imperatore Federico II non poté aderire poiché era stato scomunicato da papa Gregorio IX. La spedizione in Terrasanta fu organizzata dal re di Francia Luigi IX, detto "il Santo".

#### Governo della Chiesa

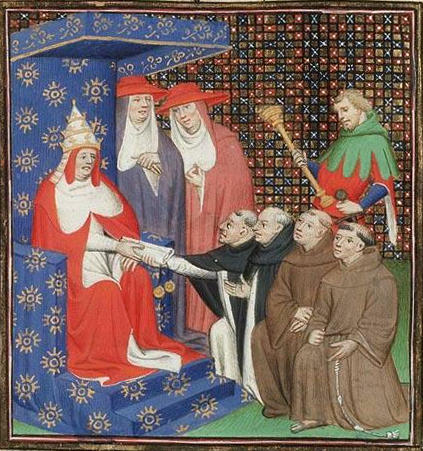
"Papa Innocenzo IV invia frati francescani e domenicani dai tartari" (i mongoli).

Innocenzo IV fu fautore di una decisa attività diplomatica tesa a frenare l'inesorabile avanzata dei Mongoli che, appena quattro anni prima, si erano spinti fino alla Polonia (Battaglia di Legnica, 1241). Il pontefice inviò in Asia esponenti dei francescani e dei domenicani, che giunsero fino a Karakorum, capitale dell'impero mongolo. A partire dal 1245, diversi religiosi furono inviati in oriente in missione diplomatica o come missionari: si segnalano, tra gli altri, Lorenzo di Portogallo che partì da Lione (dove il Papa risiedeva per il concilio) nel 1245, nello stesso anno partì anche Giovanni da Pian del Carpine assieme al confratello Benedetto Polacco, poi ancora Ascelino di Lombardia, che raggiunse la capitale mongola nel 1247, nello stesso anno in cui vi pervenne il francese André de Longjumeau. La risposta del Gran Khan fu deludente: Güyük chiese al Papa di recarsi da lui personalmente e non accettò la conversione al cristianesimo.
Con la bolla Ad extirpanda del 1252 dispose che in Lombardia, in Romagna e nella Marca Trevigiana i sospetti di eresia ritenuti colpevoli dopo un interrogatorio condotto dal vescovo o da un suo delegato, potessero essere rimandati al podestà, che era autorizzato a disporre della tortura, perché l'inquisito confessasse apertamente l'eresia di cui era stato riconosciuto colpevole e indicasse i nomi di altri eretici, come in quel tempo avveniva per gli altri reati: «Tutto ciò avvenga nel medesimo modo in cui i ladri di beni temporali vengono costretti ad accusare i propri complici e a confessare le proprie azioni malvagie».
Il 24 maggio 1253 papa Innocenzo IV consacrò la Basilica di San Francesco, ad Assisi.

#### Concistori per la creazione di nuovi cardinali
Papa Innocenzo IV durante il suo pontificato ha creato 15 cardinali nel corso di 2 distinti concistori.

## Opere
Considerato uno dei migliori canonisti della sua epoca, gli studi giuridici di Sinibaldo Fieschi sono raccolti nell'Apparatus in quinque libros decretalium, commentario sulle decretali di Gregorio IX. Si deve a lui l'introduzione del concetto di persona ficta, che si sarebbe successivamente evoluto in quello di persona giuridica.

## Successione apostolica
La successione apostolica è:
- Vescovo Giacomo Boncambi, O.P. (1244)
- Arcivescovo Gilles Le Cornu (1244)
- Arcivescovo Eudes Clément (1245)
- Vescovo Heidenryk di Chełmno, O.P. (1245)
- Arcivescovo Bonifacio di Savoia (1245)
- Vescovo Roger Weseham (1245)
- Vescovo Richard de la Wych (1245)
- Vescovo Heinrich von Bilversheim, O.S.B. (1245)
- Vescovo Pierre de Reims, O.P. (1245)
- Arcivescovo Gutierrez Ruiz Doclea (1246)
- Vescovo Martinho Pires (1246)
- Vescovo Vivien de Boyer, O.Min. (1247)
- Patriarca Guillaume II di Gerusalemme (1247)
- Vescovo Gil de Osma (1247)
- Vescovo Jacques de Dinant (1247)
- Arcivescovo Giovanni da Pian del Carpine, O.Min. (1248)
- Arcivescovo Eudes II Rigaud, O.Min. (1248)
- Vescovo William of Bitton I (1248)
- Vescovo Nicolas de Fontaines (1249)
- Vescovo Pedro Gallego, O.Min. (1250)
- Arcivescovo Pierre de Lamballe (1252)
- Vescovo Martino da Puzolerio (1252)
- Vescovo Matteo di Bellante (1253)
- Arcivescovo Sørle di Nidaros (1253)
- Arcivescovo Gufrid di Antivari, O.Min. (1253)
- Arcivescovo Gualtiero da Vezzano (1253)
- Patriarca Angelo Maltraverso, O.P. (1253)
- Vescovo Richard Langlais (1253)
- Vescovo Abel de Gullane (1254)
- Vescovo Eudes de Verdun (1254)
- Vescovo Goffredo di Torcello, O.P. (1254)
- Arcivescovo Vernacio di Reggio Calabria (1254)